# Knox City (Teksas)
Knox City – miasto w Stanach Zjednoczonych, w stanie Teksas, w hrabstwie Knox.